# Culture d'Ozieri

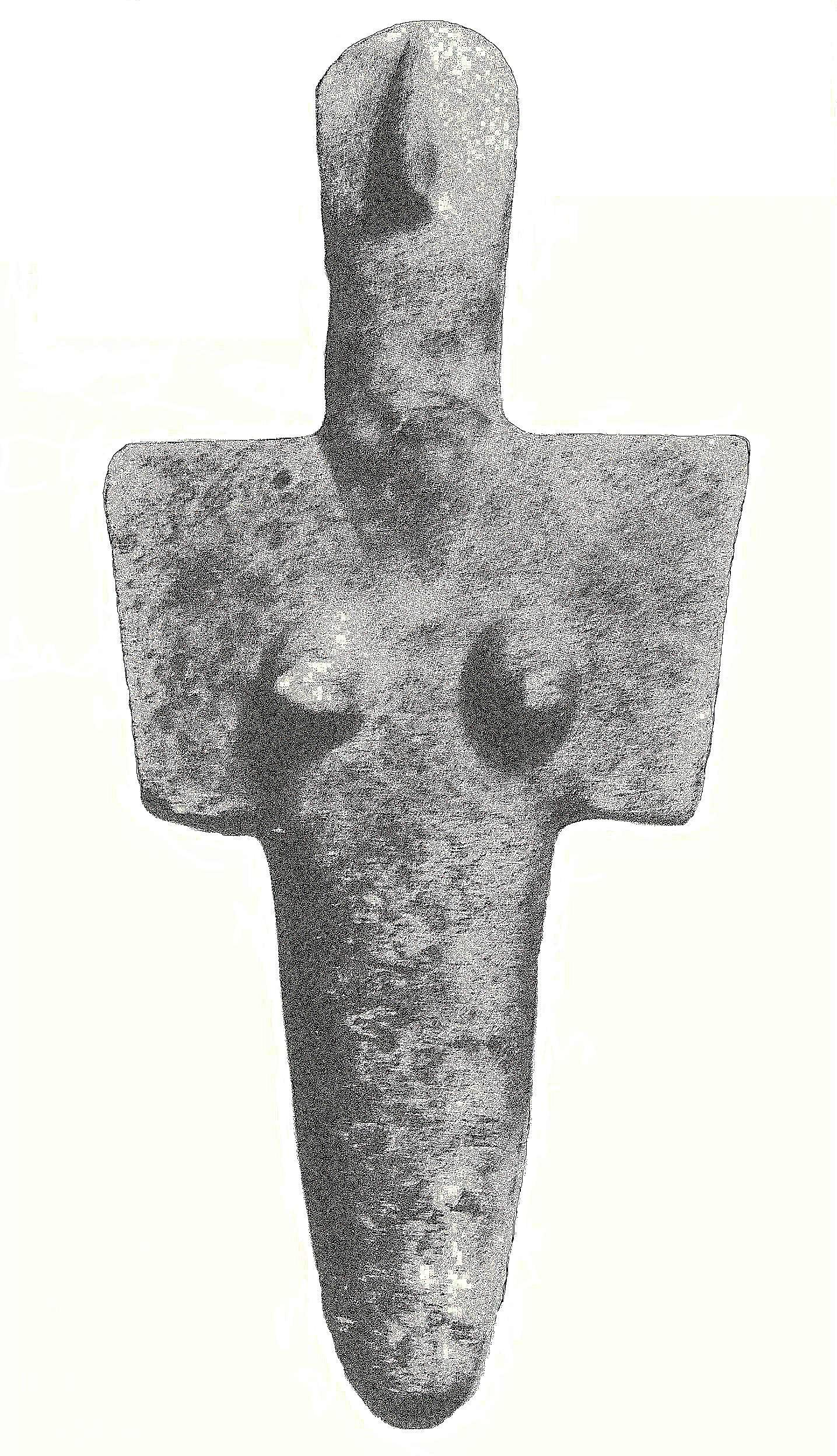
Figurine féminine découverte à Senorbì.

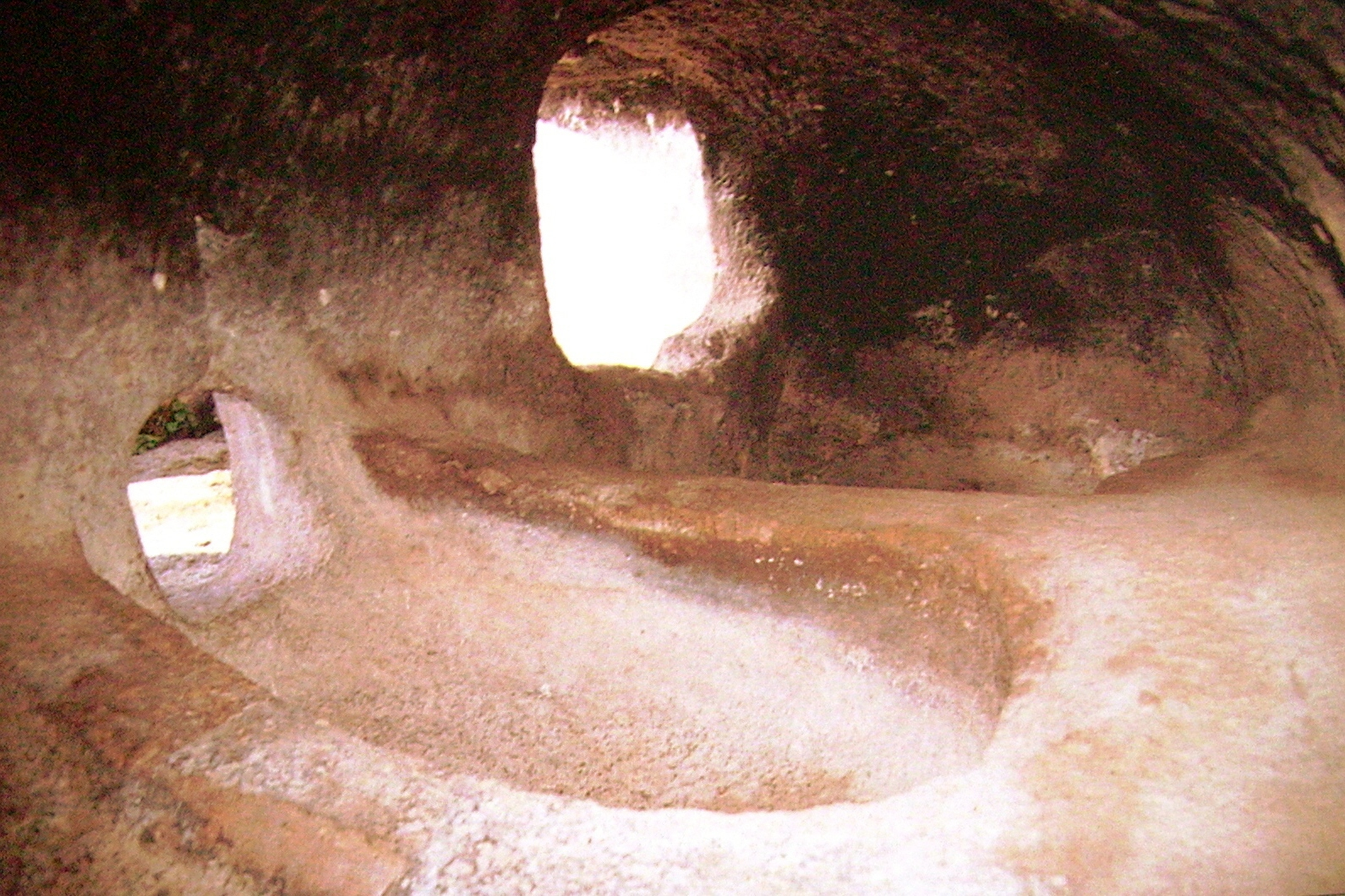
Domus de Janas à Villaperuccio.

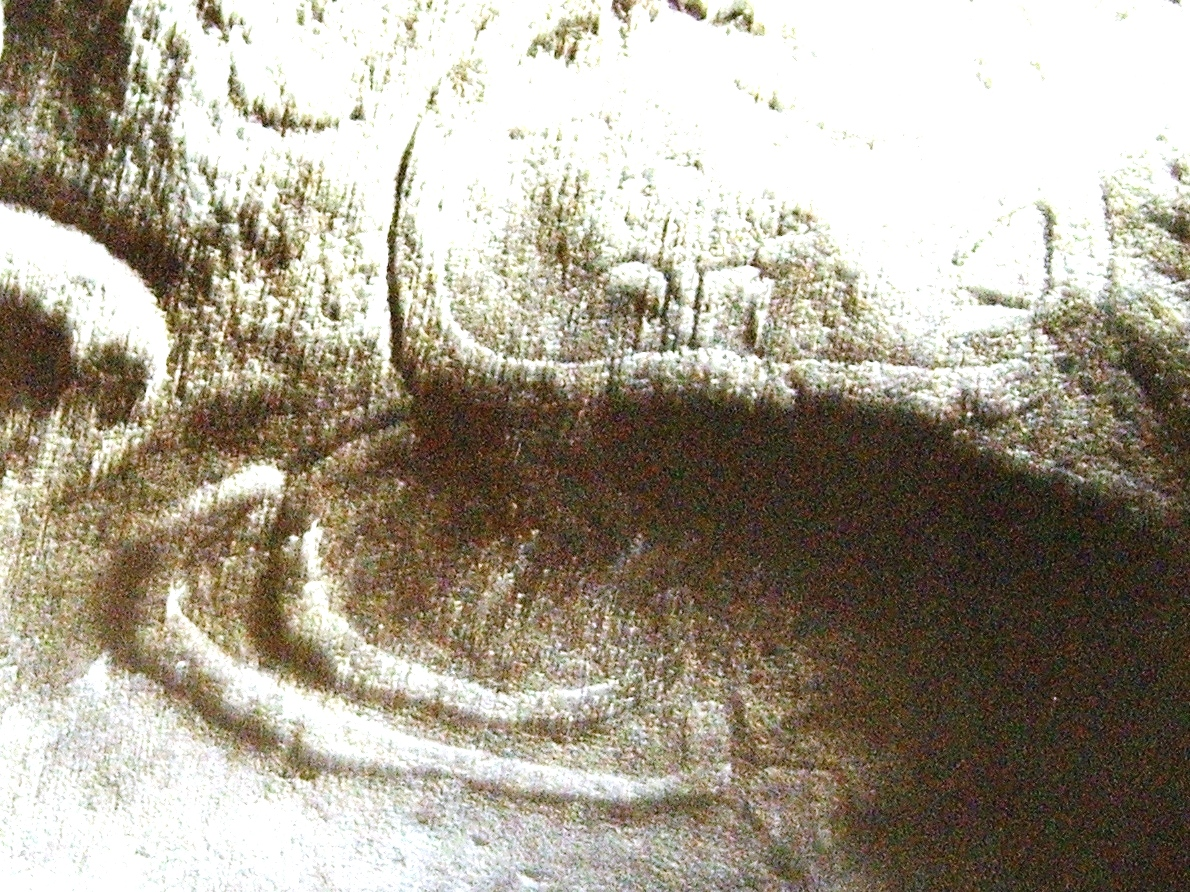
Cornes de taureau sculptées dans une niche funéraire à l'intérieur d'une Domus de Janas.

La culture d'Ozieri (ou culture de San Michele) est une culture préhistorique de la fin du Néolithique qui s'est développée en Sardaigne entre 4300 à 3700 av. J.-C. Elle tire son nom de la localité d'Ozieri dans laquelle se trouve la grotte de San Michele. Les riches niveaux archéologiques de cette cavité fouillée à partir de 1914 ont livré un abondant matériel permettant de la définir. On la retrouve sur l'ensemble de la Sardaigne, mais son influence au-delà, y compris dans la Corse voisine, est très limitée.

## Origines
La culture d'Ozieri trouve probablement son origine dans les cultures de Bonu Ighinu et San Ciriaco qui la précèdent,,. Des influences extra-insulaires sont cependant probables, comme en témoignent les figurines en os qui évoquent des exemplaires des Cyclades.

## Économie
La population vit essentiellement de l'agriculture et de l'élevage. La chasse et la pêche sont également attestées. Différentes activités artisanales, comme la réalisation de longues lames de silex, étaient pratiquées.

## Les villages
Les très nombreux villages associés à cette culture se concentrent surtout dans quelques aires particulières, notamment dans la région d'Oristano et dans la très fertile plaine du Campidano. Certains, comme San Gemiliano, étaient constitués de plusieurs dizaines de structures circulaires interprétés comme des fonds de cabanes. Des abris sous-roche et des grottes étaient aussi fréquentés.
Les villages de cette période sont constitués de huttes qui se regroupent de façon plutôt désordonnée sans aucune référence à l'urbanisme. Les structures sont principalement faites de matériaux périssables, en effet, quasiment aucun mur n'a été conservé : certaines huttes pouvaient avoir une modeste plinthe en pierre, mais la plupart étaient entièrement construites avec des troncs et branches et avec un toit de chaume. Ce qui reste aujourd'hui ne sont que des zones sombres dans le sol - les soi-disant "fonds de huttes" - de forme circulaire, ovale ou à tendance quadrangulaire, avec les vestiges produits par la fréquentation de l'homme : terre riche en terreau, cendres, fragments de céramique, objets d'usage quotidien.

## Les sites funéraires et cultuels
Les vestiges liés aux pratiques funéraires et cultuelles sont nombreux et variés. On les retrouve dans des grottes naturelles, comme Sa 'ucca de Su Tintirriolu.
Des tombes en hypogée appelées domus de janas sont creusées dans toute l'île. On en dénombre au moins 1500.
Dans le nord de l'île, la première phase de construction de la plate-forme monumentale du mont d'Accoddi date de cette période.
L'attribution des cercles mégalithiques de la Gallura à la même phase est moins assurée. Ceux-ci sont parfois associés à la culture d'Arzachena. 
D'autres monuments mégalithiques sont connus ailleurs dans l'île, par exemple à Pranu Mutteddu près de Goni.

## Les productions matérielles
La céramique de la culture d'Ozieri se distingue souvent par sa qualité, par la variété de ses formes et de ses décors. Ces derniers sont réalisés par des impressions, des incisions, des cordons plastiques, plus rarement de la peinture, parfois de la gravure.
Les premiers indices de développement de la métallurgie et les premiers objets en métal sont documentés dans plusieurs sites de l'île,.
Des figurines féminines en os ont été découvertes dans de nombreux sites.
Les outils en roche taillée sont majoritairement en obsidienne, verre volcanique venant du mont Arci, dans le centre-sud de l'île. On trouve également de longues lames de silex réalisées dans le silex de la région de Perfugas.